# Glicogenòlisi

Glicogen

La glicogenòlisi (o glucogenòlisi) és una ruta metabòlica per la qual es degrada el glucogen fins a ésser convertit en glucosa 6-fosfat (una forma metabòlicament activa de glucosa).
El cicle del trencament de la molècula de glicogen va ser explicat pels estudis de Carl Cori i Gerty Cori. Van mostrar que el glicogen és separat per un ortofosfat (Pi) donant lloc a un nou tipus de glúcid fosforilat, que van identificar com glucosa 1-fosfat. Coris també van aïllar i cristal·litzar la glucosa fosforilasa, l'enzim que catalitza aquesta reacció:
Glicogen (n residus) + Pi → glucosa 1-fosfat + glicogen (n - 1 residus)
La fosforilasa catalitza el canvi de posició de les seqüències dels residus glicosídics a l'extrem no reduït de la molècula de glicogen (extrem amb un grup 4’-OH lliure). La unió glicosídica entre el carboni 1 del residu de l'extrem i el carboni 4 de l'adjacent és separada per l'ortofosfat. Específicament, el lligam entre l'àtom del carboni 1 i l'àtom d'oxigen glicosídic és dividit per l'ortofosfat, i la configuració alfa al carboni 1 es manté. La glucosa 1-fosfat alliberada del glicogen pot ser convertida fàcilment en glucosa 6-fosfat, molècula amb major rendiment metabòlic.
La lisi fosforolítica del glucogen és energèticament avantatjosa perquè el glúcid alliberat és fosforilat. D'altra banda, una hidròlisi donaria com a producte glucosa, que hauria de ser fosforilada amb una despesa d'ATP per poder entrar al cicle de la glucòlisi. Un avantatge addicional pel teixit muscular és que la glucosa 1-fosfat, ionitzada sota condicions fisiològiques, no pot difondre's fora de la cèl·lula, a diferència de la glucosa, que sí que ho pot fer. En aquest cas podem apreciar la importància d'ionitzar un metabòlit.
Els processos contraris de la síntesi de glicogen i degradació, i de la glicòlisi i gliconeogènesi, són regulats recíprocament; l'un és activat mentre l'altre és desactivat progressivament. Seguidament, examinem els passos enzimàtics del metabolisme del glicogen i la gliconeogènesi, parant especial atenció als mecanismes reguladors que asseguren una eficaç operació de les vies metabòliques oposades.

## Reaccions
EL glicogen és un polímer de D-glucoses (unions alfa 1→4) unides a branques alfa 1→6 cada 8-14 residus. El glicogen existeix com a grànuls intracel·lulars de molècules esferoïdals de 100 a 400 Armstrong de diàmetre que contenen cada una més de 120.000 unitats de glucoses. Els grànuls són especialment prominents a les cèl·lules que fan el major ús del glicogen: músculs (1-2% glicogen) i cèl·lules del fetge (10%). Els grànuls de glicogen també contenen enzims que catalitzen la síntesi i degradació d'aquest, com també moltes de les proteïnes que regulen aquests processos.
El trencament o lisi del glicogen, glicogenòlisi, requereix quatre enzims:
1. Glicogen fosforilasa(o simplement fosforilasa). Catalitza la fosforolisis (trencament de la unió per substitució d'un grup fosfat) del glicogen per donar glucosa-1-fosfat (G1P). L'enzim allibera una unitat de glucosa solament si és almenys a cinc unitats de distància del punt de ramificació.
2. Enzim bifuncional que talla les ramificacions addicionant residus de glucosa accessibles al glicogen fosforilasa.
3. Fosfoglucomutasa converteix G1P a G6P, el qual pot tenir molts destins metabòlics.
4. Glucosa-6-fosfatasa:Hidrolitza la glucosa-6-fosfat donant com a producte glucosa.

## Glicogen fosforilasa
La glicogen-fosforilasa és un dímer de subunitats idèntiques de residu 842 (97-kD) que catalitza el ritme en el pas del trencament del glicogen. És regulat per interaccions al·lostèriques i modificacions covalents (fosforilació i defosforilació). La forma fosforilada de l'enzim fosforilasa a té un grup fosfòric esterificat a la serina 14. La forma defosfatada s'anomena fosforilasa b. Els inhibidors al·lostèrics de la fosforilasa (ATP, G6P i glucosa) i el seu activador al·lostèric (AMP) interaccionen diferent amb els fosfo i defosfoenzims, resultant un procés de regulació altament sensible.
Les estructures en X-raig de la fosforilasa a i b són semblants. Van ser determinades per Robert Fletterick i Louise Johnson. Les dues estructures tenen un gran domini N-terminal (484 residus; el domini més gran que es coneix) i un domini més petit, C-terminal. El domini N-terminal inclou l'emplaçament per a la fosforilació (Ser 14), per a l'efector al·lostèric, un emplaçament per la unió del glicogen (anomenat el lloc d'emmagatzematge del glicogen), i tots els contactes de les intersubunitats del dímer. L'emplaçament catalític es localitza al centre de la subunitat.
Una escletxa de 30 Armstrong de llargada sobre la superfície del monòmer fosforilasa connecta el lloc d'emmagatzematge del glicogen al centre actiu. Com que aquesta esquerda pot allotjar 4 o 5 residus glucosídics en una cadena però és massa estreta per admetre ramificacions d'oligosacàrids, proveeix la inhabilitat de la fosforilasa per separar residus més propers de 5 unitats del punt de ramificació. Presumiblement, el centre d'emmagatzematge del glicogen augmenta l'eficiència catalítica de la fosforilasa quan li permet fosforilar residus de la glucosa a la mateixa partícula de glicogen sense haver d'associar i reassociar completament entre cícles catalítics.
La fosforilasa lliga el cofactor pyridoxal-5’-fosfat (PLP), ja que el requereix. Aquest grup prostètic, derivat de la vitamina B6, és unit covalentment a l'enzim. En la fosforilasa, solament participa en la catàlisi el grup fosfat, on actua com un catalitzador àcid-base.

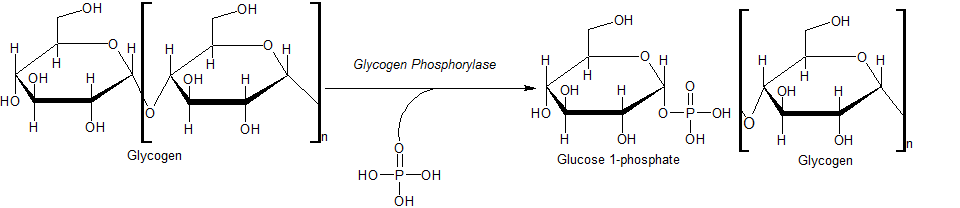
Acció de la glicogen-fosforilasa sobre el glicogen

### Canvis conformacionals en la Glicogen Fosforilasa
Les diferències estructurals entre la conformació activa (R) i inactiva (T) de la fosforilasa són ben enteses en termes de models simètrics al·lostèrics. L'enzim de l'estat T té el centre actiu molt enfonsat i això dona lloc a una baixa afinitat pels substrats, en canvi, l'enzim de l'estat R té un centre catalític molt accessible, amb una alta afinitat.
L'AMP promou el canvi conformacional T → R unint l'enzim de l'estat R al centre del seu efector al·lostèric.
L'ATP, quan s'uneix al centre efector al·lostèric, provoca una inhibició en el canvi de conformació T→ R (de l'anglès relaxed).
La fosforilació i la desfosforilació poden alterar l'activitat enzimàtica d'una manera que recorda la regulació al·lostèrica. El grup fosfat té una doble càrrega negativa i el seu enllaç covalent a una proteïna pot induir a canvis conformacionals. En el glucogen fosforilasa, la fosforilació de la Serina 14 per part d'una fosforilasa-cinasa pot causar canvis terciaris i quaternaris com per exemple el moviment del segment N-terminal per permetre que la serina fosfatada s'uneixi als dos cations dels residus d'Arg. La presència d'aquest grup fosfat en la Serina 14 causa uns canvis conformacionals similars als de la unió a AMP, desplaçant, en els dos casos, l'equilibri dels enzims T→R a favor de la conformació R activa, més estable energèticament. Això explica que la fosforilasa forma b (la forma no fosforilada) requereix AMP per a l'activitat de l'enzim i que la forma A(fosforilada) és activa sense AMP.

## Enzim bifuncional

L'activitat del glicogen fosforilasa s'atura 4 residus abans de la ramificació

La transglucosilasa transfereix els 4 residus a l'extrem no reductor de l'altre cadena

Un cop que la glucosidasa hidrolasa ha hidrolitzat la ramificació la glicogen fosforilasa pot actuar

La fosforòlisi produïda pel glicogen fosforilasa s'atura 4 residus abans de la ramificació. Això és degut al fet que aquest enzim no pot actuar en els enllaços α(1⇒6)del glicogen. Un de cada deu residus en el glicogen està ramificat. En aquest punt és necessària la intervenció d'un enzim bifuncional que gràcies al fet que té dos centres actius separats pot produir dos tipus de reaccions diferents:
- De transferència : α(1⇒4)- transglucosilasa
- D'hidròlisis: α(1⇒6)- glucosidasa hidrolasa

### Transglucosilasa
El glicogen fosforilasa es para quan només falten 4 residus per a la ramificació en dues cadenes amb extrem no reductor. Transfereix 3 dels 4 residus a l'extrem no reductor d'una altra cadena fent que la cadena acceptora s'allargui 3 unitats. Això ho aconsegueix trencant l'enllaç α(1⇒4) de l'últim residu que serà transferit i formant un nou enllaç α(1⇒4). La reacció és irreversible.

### Glucosidasa hidrolasa
Produeix la hidròlisi (no la fosforilació) alliberant glucosa i no glucosa-1-P. Això explica que un de cada 10 residus del glicogen és convertit en glucosa en comptes de glucosa-1-P.
La independència d'aquestes dues reaccions que es donen en el mateix enzim millora l'eficàcia dels processos de desramificació.
L'acció d'aquest enzim bifuncional converteix l'estructura ramificada del glicogen en una lineal permetent l'acció, un altre cop, del glicogen fosforilasa formant-se més glucosa-1-P.

## Fosfoglucomutasa
La glucosa-1-P producte de la fosforòlisi s'ha de convertir en glucosa-6-P per a poder entrar en la glucòlisi. La fosfolglucomutasa (un fosfoenzim) és necessari per a realitzar aquesta reacció.
El centre actiu d'aquest enzim conté un residu de serina fosforilada. Aquest grup fosfat és transferit al grup hidroxil del C-6 de la glucosa-1-P formant-se glucosa 1,6-bifosfatada i un defosfoenzim. El grup fosfat del C-1 és transportat al residu de serina refosforilant el fosfoenzim produint glucosa-6-P.
Aquesta reacció és molt eficient energèticament, ja que no necessita utilitzar ATP. Únicament un de cada 10 residus del glicogen són glucosa que necessitarà l'aportació d'ATP per a fosforilar-se i poder entrar en la glucòlisi. Aquest fet demostra l'eficiència de tota la glicogenòlisi.

## Glucosa-6-fosfatasa
La glucosa-6-fosfatasa és un enzim que hidrolitza la glucosa-6-P a glucosa. Aquest enzim es troba majoritàriament en el fetge, però també en els ronyons i els intestins. És absent en els músculs i en el cervell. Es troba localitzat en el lumen el reticle endoplàsmic rugós. La glucosa-6-P és transportada al RE rugós d'on en sortirà, després de d'hidròlisi, glucosa i Pi.
El fetge necessita essencialment aquest enzim perquè la glucosa-6-P no pot abandonar la cèl·lula, a diferència de la glucosa. La glucosa ha de poder sortir a la sang per a beneficiar a altres teixits que necessiten aquest combustible energètic.
Els teixits que no tenen aquest enzim, els músculs i el cervell, retenen la glucosa-6-P.

## Velocitats màximes del glicogen fosforilasa i l'enzim bifuncional
La velocitat màxima del glicogen fosforilasa és major que la de l'enzim bifuncional. Com a conseqüència, quan els músculs necessiten energia en quantitat, el glicogen fosforilasa degrada els residus fins a 4 residus abans de la ramificació en pocs segons però llavors ha d'intervenir l'enzim bifuncional que hidrolitza més a poc a poc. És per això que el múscul només pot realitzar el seu esforç màxim durant pocs segons.